# 감옥정사
감옥정사(jailbait)는 2014년 공개된 미국의 영화이다.

## 출연

### 주연
- 사라 말라쿨 레인

### 조연
- 에린 오브라이언
- 스티브 행스
- 안드레이 존슨
- 제니퍼 로빈 제이콥스